# Tour de Lavina
La tour de Lavina est une montagne qui s’élève à 3 308 m d’altitude dans le massif du Grand-Paradis, en Italie.